# Liste der Baudenkmale in Lindetal
In der Liste der Baudenkmale in Lindetal sind alle denkmalgeschützten Bauten der Gemeinde Lindetal (Mecklenburg-Vorpommern) und ihrer Ortsteile aufgelistet. Grundlage ist die Veröffentlichung der Denkmalliste des Landkreises Mecklenburgische Seenplatte (Auszug) vom 20. Januar 2017.

## Baudenkmale nach Ortsteilen

### Alt Käbelich
| ID | Lage                | Bezeichnung            | Beschreibung | Bild       |
| -- | ------------------- | ---------------------- | ------------ | ---------- |
| 3  | Hauptstraße (Karte) | Kirche mit             |              | Kirche mit |
| 3  |                     | Feldsteinmauer         |              |            |
| 4  | Hauptstraße         | Kriegerdenkmal 1914/18 |              |            |

### Ballin
| ID | Lage                               | Bezeichnung                                 | Beschreibung | Bild           |
| -- | ---------------------------------- | ------------------------------------------- | ------------ | -------------- |
| 12 | Zur alten Schmiede 22, 24          | Gutsanlage mit                              | Herrenhaus   |                |
| 12 | Zur alten Schmiede 22, 24 (Karte)  | Gutshaus und                                |              | Gutshaus und   |
| 12 |                                    | Park                                        |              |                |
| 13 | (Karte)                            | Kirche mit                                  |              | Weitere Bilder |
| 13 | (Karte)                            | 2 Glocken (im neuerrichteten Glockenstuhl), |              | Weitere Bilder |
| 13 |                                    | Feldsteintrockenmauer                       |              |                |
| 14 | Zur alten Schmiede/Alte Dorfstraße | Kriegerdenkmal 1914/18                      |              |                |
| 15 | Zur alten Schmiede 10, 12, 14, 16  | Landarbeiterhaus                            |              |                |

### Cronsberg
| ID  | Lage | Bezeichnung                  | Beschreibung | Bild |
| --- | ---- | ---------------------------- | ------------ | ---- |
| 180 |      | Gutshaus des ehem. Vorwerkes |              |      |

### Dewitz
| ID  | Lage               | Bezeichnung                   | Beschreibung | Bild           |
| --- | ------------------ | ----------------------------- | ------------ | -------------- |
| 196 | L 33/B 96          | Meilenstein (Rundsockelstein) |              |                |
| 197 | Dorfstraße (Karte) | Kirche mit                    |              | Weitere Bilder |
| 197 |                    | Feldsteinmauer                |              |                |
| 199 | Leppiner Straße 2  | Inspektorenhaus               |              |                |
| 200 | Ringstraße 11      | Pfarrhof mit                  |              |                |
| 200 |                    | Pfarrhaus,                    |              |                |
| 200 |                    | Remise,                       |              |                |
| 200 |                    | Stall und                     |              |                |
| 200 |                    | Backhaus                      |              |                |

### Köllershof
| ID  | Lage         | Bezeichnung      | Beschreibung | Bild |
| --- | ------------ | ---------------- | ------------ | ---- |
| 916 | Dorfstraße 1 | Bauernhaus       |              |      |
| 917 | Dorfstraße 2 | Landarbeiterhaus |              |      |

### Leppin
| ID  | Lage                        | Bezeichnung                            | Beschreibung | Bild                       |
| --- | --------------------------- | -------------------------------------- | --- | -------------------------- |
| 561 | Jaspar-von Oetzen-Straße 29 | Schmiede                               | |                            |
| 562 | Schlossweg 1-3 (Karte)      | Gutsanlage mit Gutshaus                | 2-gesch., 11-achs, sanierter Putzbau mit mittl. Zwerchgiebel, Treppengiebel und Satteldach sowie zwei 1-gesch., 9-achs. Seitenflügel; Bau von nach 1755, Um- und Flügelbauten von um 1850 nach Plänen von Friedrich Wilhelm Buttel, 1952–1990 Berufsschule und Internat, heute (2015) Büro- und Wohnhaus; Gut u. a. der Familien von Genzkow (17. Jh.), von Oertzen (1705–1927) | Weitere Bilder             |
| 562 |                             | Park                                   | |                            |
| 562 |                             | Pferdestall                            | |                            |
| 562 |                             | Speicher                               | |                            |
| 562 |                             | Stall                                  | |                            |
| 563 | (Karte)                     | Kirche mit                             | | Weitere Bilder             |
| 563 |                             | Grabstätte des Oertzen-Leppiner Hauses | |                            |
| 563 | (Karte)                     | Grabmal Jasper von Oertzen             | | Grabmal Jasper von Oertzen |
| 563 |                             | Grabmal von Oertzen                    | |                            |
| 563 |                             | Grabplatte                             | |                            |
| 564 | auf dem Friedhof            | Kriegerdenkmal 1914/18                 | |                            |

### Plath
| ID  | Lage                                                           | Bezeichnung       | Beschreibung | Bild           |
| --- | -------------------------------------------------------------- | ----------------- | ------------ | -------------- |
| 908 | Plath 7/8                                                      | Landarbeiterhaus  |              |                |
| 909 | Plath 25                                                       | Bauernhaus        |              |                |
| 910 | Plath 35                                                       | Bauernhaus mit    |              |                |
| 910 | Plath 35 (links am Ortsausgang nach Köllersdorf, neben Nr. 34) | Scheune           |              |                |
| 911 | Plath 34                                                       | Wohnhaus          |              |                |
| 912 | Plath 3                                                        | Wohnhaus          |              |                |
| 913 |                                                                | Spritzenhaus      |              |                |
| 914 |                                                                | Friedhof mit      |              |                |
| 914 |                                                                | Mauer,            |              |                |
| 914 |                                                                | Torpfeilern und   |              |                |
| 914 |                                                                | acht Eisenkreuzen |              |                |
| 915 | (Karte)                                                        | Kirche            |              | Weitere Bilder |

### Rosenhagen
| ID  | Lage             | Bezeichnung | Beschreibung                                     | Bild |
| --- | ---------------- | ----------- | ------------------------------------------------ | ---- |
| 962 | Rosenhagen 19/20 | Gutshaus    | Sanierter, 1-gesch. Backsteinbau mit Krüppelwalm |      |

## Quelle
- Karte der Baudenkmale im Geoportal des Landkreises